# Wysoka (powiat starogardzki)
Wysoka – wieś kociewska w Polsce położona w województwie pomorskim, w powiecie starogardzkim, w gminie Bobowo.
W latach 1975–1998 miejscowość należała administracyjnie do województwa gdańskiego.